# Heronski trikotnik
Herónski trikótnik je v geometriji trikotnik, katerega dolžine stranic in ploščina so vsa cela števila. Imenujejo se po Heronu. Izraz se včasih rabi širše za trikotnike, katerih dolžine stranic in ploščine so vsa racionalna števila.

## Značilnosti
Vsak pravokotni trikotnik, katerega dolžine stranic so pitagorejske trojice, je heronski, saj so dolžine stranic takšnih trikotnikov cela števila, kot tudi njihova ploščina, ki je enaka polovici produkta dveh krajših stranic trikotnika, od katerih mora vsaj ena biti soda.
Zgled heronskega trikotnika, ki ni pravokotni, je trikotnik z dolžinami stranic 5, 5 in 6, katerega ploščina je enaka 12. Ta trikotnik nastane z združitvijo dveh kopij pravokotnih trikotnikov z dolžinami stranic 3, 4 in 5 vzdolž stranic z dolžino 4. Takšen pristop v splošnem deluje, kot je razvidno na sliki. Vzame se pitagorejska trojica (a, b, c), kjer je največji c, nato druga trojica (a, d, e), kjer je največji e, se skonstruirata trikotnika in se združita vzdolž stranic z dolžino a. Nastane trikotnik s celoštevilskimi dolžinami stranic c, e in b + d in ploščino:
{\displaystyle p={\frac {1}{2}}(b+d)a\!\,} (ena polovica krat osnovnica krat višina).
Če je a sod, je ploščina p celo število. Če je a lih, je p še vedno celo število, saj morata biti b in d oba soda, tako da je tudi njuna vsota b+d soda.
Zanimivo vprašanje je ali lahko vsi heronski trikotniki nastanejo z združitvijo dveh pravokotnih trikotnikov s celoštevilskimi dolžinami stranic, kot je opisano zgoraj. Odgovor je negativen. Heronski trikotnik z dolžinami stranic 5, 29 in 30, ter ploščino 72, se ne da skonstruirati iz dveh celoštevilskih pitagorejskih trikotnikov, ker nobena od njegovih višin ni celo število. Takšni heronski trikotniki so nesestavljivi (in-decomposable). Če pa se dovoli racionalne pitagorejske trojice, ki niso nujno cela števila, je odgovor pritrdilen, saj je vsaka višina heronskega trikotnika racionalna, ker je enaka dvakratniku celoštevilske ploščine deljenemu s celoštevilsko osnovnico. Heronski trikotnik z dolžinami stranic 5, 29 in 30 se lahko skonstruira iz racionalnih pitagorejskih trikotnikov z dolžinami stranic 7/5, 24/5, 5 in 143/5, 24/5, 29. Pri tem je pitagorejska trojica z racionalnimi vrednostmi samo povečana trojica s celoštevilskimi vrednostmi.

## Izrek o sestavljivosti
Vsak heronski trikotnik se lahko sestavi iz dveh pravokotnih trikotnikov, katerih dolžine stranic so racionalne pitagorejske trojice.
Dokaz izreka
Po sliki na desni so c, e, b + d in ploščina trikotnika p cela števila. Predpostavi se, da je b + d večja ali enaka c in e, tako da višina na to stranico leži pravokotno nanjo znotraj trikotnika. Da sta trojici (a, b, c) in (a, d, e) racionalni pitagorejski trojici, je dovolj dokazati, da so dolžine a, b in d racionalne.
Ker je ploščina trikotnika enaka:
{\displaystyle p={\frac {1}{2}}(b+d)a\!\,,}
se dobi odtod dolžino a:
{\displaystyle a={\frac {2p}{b+d}}\!\,,}
ki je racionalna, saj sta {\displaystyle p} in {\displaystyle b+d} celi števili. Treba je pokazati še, da sta dolžini b in d racionalni.
Iz Pitagorovega izreka za oba pravokotna trikotnika sledi:
{\displaystyle a^{2}+b^{2}=c^{2}\!\,}
in:
{\displaystyle a^{2}+d^{2}=e^{2}\!\,.}
Enačbi se odšteje in se dobi:
{\displaystyle b^{2}-d^{2}=c^{2}-e^{2}\!\,,}
{\displaystyle \Rightarrow (b-d)(b+d)=c^{2}-e^{2}\!\,,}
{\displaystyle \Rightarrow b-d={\frac {c^{2}-e^{2}}{b+d}}\!\,.}
Predpostavilo se je, da so dolžine c, e in b + d cela števila. Zaradi tega je razlika dolžin b − d racionalna in zato sta dolžini:
{\displaystyle b={\frac {(b+d)+(b-d)}{2}}\!\,,}
{\displaystyle d={\frac {(b+d)-(b-d)}{2}}\!\,}
obe racionalni. Q.E.D.

## Eksaktne formule za heronske trikotnike
Vsak heronski trikotnik ima dolžine stranic sorazmerne z:
{\displaystyle a=n(m^{2}+k^{2})\!\,}
{\displaystyle b=m(n^{2}+k^{2})\!\,}
{\displaystyle c=(m+n)(mn-k^{2})\!\,}
{\displaystyle s=(a+b+c)/2=mn(m+n)\!\,}
{\displaystyle p=mnk(m+n)(mn-k^{2})\!\,}
{\displaystyle r=k(mn-k^{2})\!\,}
{\displaystyle s-a=n(mn-k^{2})\!\,}
{\displaystyle s-b=m(mn-k^{2})\!\,}
{\displaystyle s-c=(m+n)k^{2}\!\,}
za cela števila m, n in k, kjer je:
{\displaystyle \operatorname {D} (m,n,k)=1\!\,}
{\displaystyle mn>k^{2}\geq m^{2}n/(2m+n)\!\,}
{\displaystyle m\geq n\geq 1\!\,}
in s polobseg, r polmer včrtane krožnice.
Sorazmernostni faktor je v splošnem racionalno število  {\displaystyle {\frac {t}{q}}} , kjer  {\displaystyle q=\operatorname {D} (a,b,c)}  privede nastali heronski trikotnik na njegovo primitivno obliko,  {\displaystyle t}  pa umeri to primitivno obliko na ustrezno velikost. Če se na primer vzame m = 36, n = 4 in k = 3, se dobi trikotnik z a = 5220, b = 900 in c = 5400, kar je enako heronskemu trikotniku 5, 29, 30, sorazmernostni faktor pa ima t = 1 in q = 180.

## Zgledi
Seznam prvih nekaj primitivnih celoštevilskih heronskih trikotnikov podaja naslednja razpredelnica. Razvrščen je glede na ploščino. Če je enaka, pa glede na obseg. »Primitiven« pomeni, da je največji skupni delitelj vseh treh dolžin stranic enak 1 ({\displaystyle \operatorname {D} (b+d,c,e)=1\!\,})
| ploščina | obseg | b + d | e   | c  |
| -------- | ----- | ----- | --- | -- |
| 6        | 12    | 5     | 4   | 3  |
| 12       | 16    | 6     | 5   | 5  |
| 12       | 18    | 8     | 5   | 5  |
| 24       | 32    | 15    | 13  | 4  |
| 30       | 30    | 13    | 12  | 5  |
| 36       | 36    | 17    | 10  | 9  |
| 36       | 54    | 26    | 25  | 3  |
| 42       | 42    | 20    | 15  | 7  |
| 60       | 36    | 13    | 13  | 10 |
| 60       | 40    | 17    | 15  | 8  |
| 60       | 50    | 24    | 13  | 13 |
| 60       | 60    | 29    | 25  | 6  |
| 66       | 44    | 20    | 13  | 11 |
| 72       | 64    | 30    | 29  | 5  |
| 84       | 42    | 15    | 14  | 13 |
| 84       | 48    | 21    | 17  | 10 |
| 84       | 56    | 25    | 24  | 7  |
| 84       | 72    | 35    | 29  | 8  |
| 90       | 54    | 25    | 17  | 12 |
| 90       | 108   | 53    | 51  | 4  |
| 114      | 76    | 37    | 20  | 19 |
| 120      | 50    | 17    | 17  | 16 |
| 120      | 64    | 30    | 17  | 17 |
| 120      | 80    | 39    | 25  | 16 |
| 126      | 54    | 21    | 20  | 13 |
| 126      | 84    | 41    | 28  | 15 |
| 126      | 108   | 52    | 51  | 5  |
| 132      | 66    | 30    | 25  | 11 |
| 156      | 78    | 37    | 26  | 15 |
| 156      | 104   | 51    | 40  | 13 |
| 168      | 64    | 25    | 25  | 14 |
| 168      | 84    | 39    | 35  | 10 |
| 168      | 98    | 48    | 25  | 25 |
| 180      | 80    | 37    | 30  | 13 |
| 180      | 90    | 41    | 40  | 9  |
| 198      | 132   | 65    | 55  | 12 |
| 204      | 68    | 26    | 25  | 17 |
| 210      | 70    | 29    | 21  | 20 |
| 210      | 70    | 28    | 25  | 17 |
| 210      | 84    | 39    | 28  | 17 |
| 210      | 84    | 37    | 35  | 12 |
| 210      | 140   | 68    | 65  | 7  |
| 210      | 300   | 149   | 148 | 3  |
| 216      | 162   | 80    | 73  | 9  |
| 234      | 108   | 52    | 41  | 15 |
| 240      | 90    | 40    | 37  | 13 |
| 252      | 84    | 35    | 34  | 15 |
| 252      | 98    | 45    | 40  | 13 |
| 252      | 144   | 70    | 65  | 9  |
| 264      | 96    | 44    | 37  | 15 |
| 264      | 132   | 65    | 34  | 33 |
| 270      | 108   | 52    | 29  | 27 |
| 288      | 162   | 80    | 65  | 17 |
| 300      | 150   | 74    | 51  | 25 |
| 300      | 250   | 123   | 122 | 5  |
| 306      | 108   | 51    | 37  | 20 |
| 330      | 100   | 44    | 39  | 17 |
| 330      | 110   | 52    | 33  | 25 |
| 330      | 132   | 61    | 60  | 11 |
| 330      | 220   | 109   | 100 | 11 |
| 336      | 98    | 41    | 40  | 17 |
| 336      | 112   | 53    | 35  | 24 |
| 336      | 128   | 61    | 52  | 15 |
| 336      | 392   | 195   | 193 | 4  |
| 360      | 90    | 36    | 29  | 25 |
| 360      | 100   | 41    | 41  | 18 |
| 360      | 162   | 80    | 41  | 41 |
| 390      | 156   | 75    | 68  | 13 |
| 396      | 176   | 87    | 55  | 34 |
| 396      | 198   | 97    | 90  | 11 |
| 396      | 242   | 120   | 109 | 13 |

## Enakolični trikotniki
Geometrijski lik je enakoličen (equable), če je njegova ploščina enaka njegovemu obsegu. Obstaja točno pet enakoličnih heronskih trikotnikov z dolžinami stranic: (5,12,13), (6,8,10), (6,25,29), (7,15,20) in (9,10,17). Od teh petih sta le prva dva tudi pitagorejska.

## Skoraj enakostranični heronski trikotniki
Ker je ploščina enakostraničnega trikotnika z racionalnimi dolžinami stranic iracionalno število, noben enakostranični trikotnik ni heronski. Obstaja pa enolično zaporedje heronskih trikotnikov, ki so »skoraj enakostranični«, ker so njihove dolžine stranic oblike n − 1, n, n + 1. Prvih nekaj zgledov takšnih trikotnikov podaja naslednja razpredelnica (OEIS A003500):
| dolžina stranice | dolžina stranice | dolžina stranice | ploščina p | polmer včrtane krožnice r |
| n − 1            | n                | n + 1            | ploščina p | polmer včrtane krožnice r |
| ---------------- | ---------------- | ---------------- | ---------- | ------------------------- |
| 3                | 4                | 5                | 6          | 1                         |
| 13               | 14               | 15               | 84         | 4                         |
| 51               | 52               | 53               | 1170       | 15                        |
| 193              | 194              | 195              | 16296      | 56                        |
| 723              | 724              | 725              | 226974     | 209                       |
| 2701             | 2702             | 2703             | 3161340    | 780                       |
| 10083            | 10084            | 10085            | 44031786   | 2911                      |
| 37633            | 37634            | 37635            | 613283664  | 10864                     |

Nadaljnje vrednost za n se lahko najde z množenjem predhodne vrednosti s 4, nato pa se odšteje njeno predhodno vrednost (52 = 4 · 14 − 4, 194 = 4 · 52 − 14, itd.), tako da je:
{\displaystyle n_{t}=4n_{t-1}-n_{t-2}\!\,,}
kjer t označuje katerokoli vrstico v razpredelnici. To je Lucasovo zaporedje. Podobno da vse n formula {\displaystyle (2+{\sqrt {3}})^{t}+(2-{\sqrt {3}})^{t}}. Velja tudi enakovredno:
{\displaystyle {\big (}(n-1)^{2}+n^{2}+(n+1)^{2}{\big )}^{2}-2{\big (}(n-1)^{4}+n^{4}+(n+1)^{4}{\big )}=(6nr)^{2}=(4p)^{2}\!\,,}
kjer je r polmer včrtane krožnice, p ploščina, {n, r} pa so rešitve enačbe n2 − 12r2 = 4. Majhna transformacija n = 2x da običajno Pellovo enačbo x2 − 3r2 = 1. Njene rešitve se lahko izpeljejo iz navadnega verižnega ulomka za √3.
Spremenljivka n ima obliko {\displaystyle n={\sqrt {2+2k}}}, kjer je k enak 7, 97, 1351, 18817, ... Števila v tem zaporedju imajo značilnost, da je standardni odklon k zaporednih celih števil celo število. (OEIS A011943).